# Varieté
Varieté bzw. Varietétheater (nach franz. théâtre de variétés, aus: théâtre (Theater) und variété (Abwechslung, bunte Vielfalt) < lat. varietas = Varietät) ist ein Theater mit bunt wechselndem, unterhaltendem Programm, in dem Artisten und Akrobaten, Komiker, Parodisten, Zauberkünstler, Verwandlungskünstler, Bauchredner, musikalische Puppenspieler und Schwarzes Theater, Tänzer, Sänger, Musiker und ähnliche darstellende Künstler auftreten können. Ein Varietéprogramm besteht aus einer kleineren oder größeren Anzahl von Darbietungen, die für die gemeinsame Veranstaltung mosaikartig zusammengesetzt werden, wobei jede für sich eine künstlerisch geschlossene Einheit mit Anfang und Ende bildet. Im französischen und britischen Sprachgebiet sagte man zu diesen Veranstaltungen Music Hall, im US-amerikanischen hießen sie zumeist Vaudeville.
Eine Variante des Varietés ohne artistische und akrobatische Vorführungen war die Singspielhalle, die vor allem in Wien populär war. Aus dieser im Gesangs-, Schauspiel- und Komikbereich angesiedelten Einrichtung heraus entstand das österreichische Kabarett.

## Definition
Das Varieté ist mit dem Theater, der Revue und dem Zirkus verwandt, ohne mit einem von ihnen identisch zu sein. Im Gegensatz zum Theater bedarf es keiner organisierten dramatischen Handlung und außer der Bühne haben die beiden Formen wenig miteinander gemein. Es liegt mit dem Grundprinzip „Einheit der Vielfalt“ dem Zirkus näher. Dieser fügt gleichfalls Darbietungen, die sich in Form, Inhalt und Charakter unterscheiden, zu einem sinnvollen Ganzen zusammen. Diese beiden Formen unterscheidet, neben der Spielfläche auch der Charakter der ausgewählten Einzeldarbietungen, die im Zirkus zunächst primär mit dem Pferd in Verbindung standen, beim Varieté jedoch auf Unterhaltung und Geselligkeit ausgelegt waren. Des Weiteren unterscheidet es sich klar von Theater und Zirkus durch die Verbindung mit der Gastronomie, die jahrzehntelang bestimmend war. In ihr ist einer der Ursprünge des Varietés zu suchen und auch heute noch in der kleineren Form des Kabaretts und von Nachtclubs zu finden.

## Geschichte

### Pariser Varieté
Bereits die ersten Varietés, die im 19. Jahrhundert aus öffentlichen Tanzsälen hervorgegangen sind, präsentierten Einzeldarbietungen (wegen der laufenden Nummer im Programmheft „Nummer“ genannt) mit Artisten wie Kraftmenschen, Magiern, Löwenbändigern, Akrobaten, mit Groteskenpantomimen, Elefantendressuren, Abnormitätenschauen und Ringkämpfen. Vor allem in Pariser Varietés, einer Welt der kurzen Röcke und der langen Beine, fanden sich in den 60er-Jahren des 19. Jahrhunderts auch die Anfänge des professionellen Ausziehens als eine Varieté-Nummer. Deren Erfolgsgeheimnis bestand im Cancan, der bis heute als das Markenzeichen des Moulin Rouge, des Lido oder der Folies Bergère gilt. In den Café-concerts war dieser Tanz die sexuelle Sensation schlechthin, mit dem die Wäscherinnen ihr bescheidenes Honorar aufbesserten, indem sie ihre Rüschenunterhosen weg ließen.
Die Tänzerinnen trugen mehrere Lagen weißer Spitzenröcke, in denen bis zu zwölf Meter Stoff verarbeitet waren, unter der weißen Spitze oft blickdichte schwarze Strümpfe und Strumpfhalter, um die Form und Länge des Beines zu betonen. Die Tradition verlangte es, dass ein paar Zentimeter Haut unterhalb der Spitze und oberhalb des Strumpfes gezeigt wurden. Dieser schmale Streifen ließ den Tanz zu einer erotischen Zeremonie werden. Nicht nur die Schönheit war gefragt, sondern vor allem akrobatisches Talent. Varietétheater erkannten die sexuelle Explosivität, die dem Cancan innewohnte, und holten ihn in die Etablissements, um ihn dort zu kultivieren.
Mit der Eröffnung des Moulin Rouge avancierte Paris zur erotischen Hauptstadt Europas, und die Tanzlokale, wo die Frauen bisher zu ihrem eigenen Vergnügen den Cancan getanzt hatten, wurden nicht nur zum Kunstgenuss von ganz Paris, sondern sollten für die nächsten fünfzig Jahre weltweit die Entwicklung des erotischen Tanzes bestimmen. In den lasziven und erotischen Zügen der Programme drückt sich ein wichtiges Kennzeichen dieser Periode aus, der „Kampf um die Nacktheit“, denn die Direktoren der neuen Varietétheater waren sich der unwiderstehlichen Anziehungskraft des unbedeckten oder nur leicht verhüllten Körpers wohl bewusst. Anfangs wurden die Nackttänze in den Cafés conc´ von Prostituierten aufgeführt, die auf diese Weise Freier auf sich aufmerksam machen wollten. Die Prostitution nahm Ende des 19. Jahrhunderts zu, die Zahl der registrierten Bordelle in Paris vervielfachte sich. Der Strom internationaler Besucher der Weltausstellung 1889 in Paris trug noch zur Zunahme des Handels mit Sex bei. Varietés versuchten also damit den Café conc´ den Rang abzulaufen. Doch zu Beginn stand ihnen die Gesetzgebung im Wege.
Um 1892 genügte in Paris eine Varieté-Nummer unter dem Titel „Yvette Mado geht zu Bett“, in der eine Dame sich auszog, bis sie in Korsett und knielangen Hosen vor dem Bett stand, um die Sittenpolizei zu Strafen, Protesten und Verboten zu veranlassen (aus diesem ersten öffentlichen Striptease wurde auch der erste gefilmte Striptease). Gegner und Befürworter lieferten sich in den darauf folgenden Jahren immer wieder heiße Diskussionen, bis durch die ständige Wiederholung ab 1895 Entkleidungsszenen zur Tagesordnung gehörten. Die Debatten blieben, allerdings verschwanden mit der Zeit die Repressalien, sodass sich der nackte Körper als fester Bestandteil der französischen Varieté-Revuen etablieren konnte – die Revuen erlebten dadurch einen enormen Aufschwung.
1907 hatte der damalige Direktor des Moulin Rouge Joseph Oller eine Idee, die für die französische Branche in den nächsten 60 Jahren bestimmend sein sollte: Er dachte sich für seine damalige Tänzerin Germaine Aymos als einzige Bekleidungsstücke drei metallene Muschelschalen aus. Eine andere noch heute bekannte Tänzerin, die diesen Trend für sich nutzte, war Marguerite Geertruida Zelle, besser bekannt unter dem Künstlernamen Mata Hari. Ihr „indisch-orientalischer Phantasietanz“ machte dank äußerst frivoler Aufmachung Furore im Pariser Theater Olympia, wo sie 1906 vor großem Publikum im Rahmen eines Varietéprogramms erschien. Die Tänzerin Colette tanzte beinahe nackt in „Der Ägyptische Traum“ im Moulin Rouge, und in Berlin zeigte die marokkanische Tänzerin Sulamith Raha in einem „Evakostüm“ ihren Schwerttanz, den Schleiertanz und einen Bauchtanz. Nackt dargebotenen Tänze von Anita Berber mit Titeln wie „Kokain“ oder „Tänze des Lasters, des Grauens und der Ekstase“, vorgeführt im Berliner Kabarett Schall und Rauch, führten immer wieder zu tumultartigen Szenen während der Auftritte. Auch Maud Allan tanzte inzwischen so gut wie nackt auf europäischen Bühnen mit ihren „Visions of Salome“. Josephine Baker trat u. a. in zwei Revuen von Louis Kenarchand auf: Ihr Markenzeichen war ein Bananenröckchen, sonst nichts.

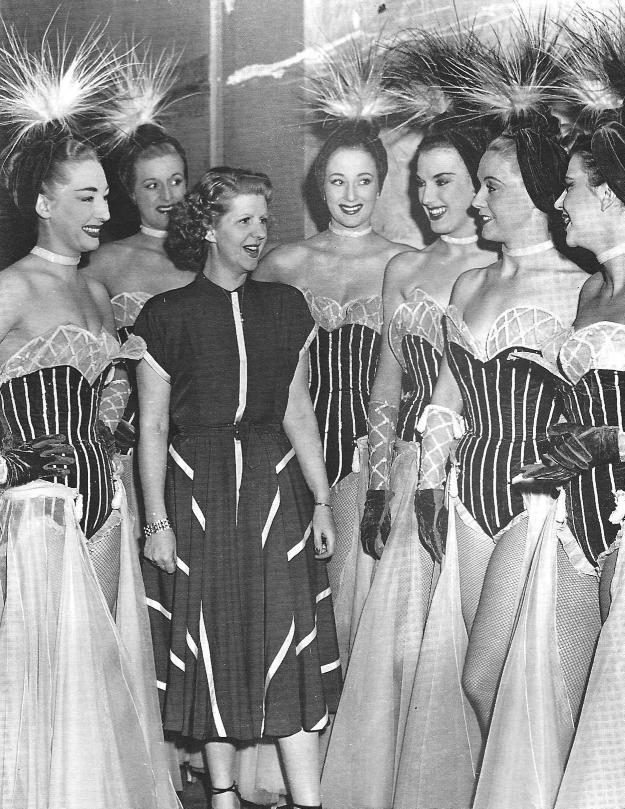
Margaret Kelly mit Bluebell Showgirls, 1948

Ein Showgirl oder Vedette (Südamerika) ist eine Tänzerin oder Unterhaltungskünstlerin, bei denen die Darstellung körperlicher Attribute und Schönheit im Vordergrund stehen. Sie treten auch oben ohne oder nackt auf. Der Begriff wird auch für Models benutzt, die für die Werbung auf Messen eingesetzt werden.
Mitte der Zwanziger Jahre kam ein neuer Typ von Darstellerin auf – das Revuegirl, das sang und tanzte, ausgestattet mit Glitzerschmuck, Federboa, langen Handschuhen, Netzstrümpfen, High Heels, Goldhöschen, Strapsen und Roben. Eine Revue zeichnete sich durch eine Reihe von Szenen aus, in denen sich schöne Frauen, umrahmt von einer prächtigen Bühnenausstattung, zur Schau stellten. Das (halb)nackte Revuegirl wandte sich selten direkt an sein Publikum, es war malerischer Teil der Dekoration, die die Schönheit des Mädchens noch unterstrich. Die Revuegirls waren somit ästhetische Objekte, die man bewundern konnte. Als eines der signifikanten Merkmale der Varieté-Revuen gilt die Treppe als zentrales Bühnenelement, die im Casino de Paris erfunden worden war. Von dieser Bühnentreppe schritten die stets exotisch kostümierten Girls im Gleichschritt hinab und ihnen folgte, im Mittelpunkt des Abends stehend, der Star. Hier wurde der Grundstein gelegt für die folgenden, an Verschwendungslust und Luxus kaum noch zu übertreffenden Revuen. Immer mehr Glanz und Glamour erschienen auf der Bühne, immer mehr Tänzerinnen, die oft bis zu dreimal in der Show ihre Kostüme wechselten. Doch nicht nur die Erotik allein zählte, sondern vor allen Dingen die mit der Technikbegeisterung einhergehende Gigantomanie. Der schnelle Bühnenwechsel wurde im Vaudeville perfektioniert und die Bedeutung des „Plots“ reduziert. Das Genre des Revue-Varieté haben US-Amerikaner mit den Mega-Shows in Las Vegas und in den Music Halls des
Broadways in Manhattan perfektioniert.

### USA

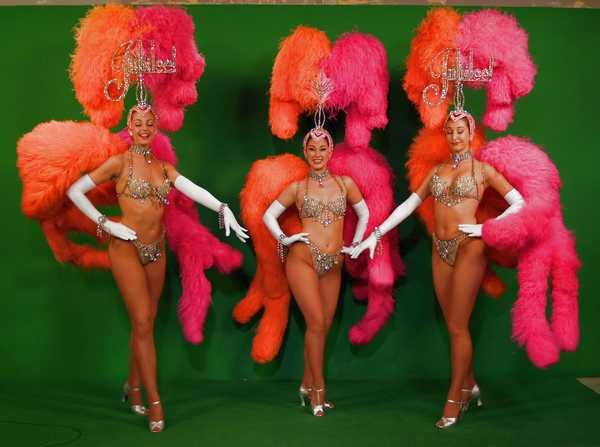
Showgirls der Jubilee!

In den USA gehörten varieteartige Showgirls und Tanzaufführungen in Saloons und Tanzhallen zu den lokalen Rotlichtvierteln, die bis um 1900 etwa wie die Venus Alley in Butte (Montana) – oft der gesellschaftliche Mittelpunkt der neuentstandenen Städte im Westen waren. Showgirls (1995) und Schwere Jungs – leichte Mädchen sind wie Gold Diggers (1923), Gold Diggers of Broadway (1929), Gold Diggers of 1933, Die Goldgräber von 1935, Gold Diggers of 1937, Gold Diggers in Paris (1938) sowie The Golddiggers in der Dean-Martin-Show ab 1968 Beispiele einer Vielzahl von entsprechenden Film- und Musiktheaterproduktionen. Erst mit der Prohibition und einer zunehmenden Prüderie wurde die Prostitution erschwert. Erst 1951 wurde sowohl in Reno als auch in Las Vegas die Prostitution völlig verboten, ist aber im Umfeld nach wie vor in einzelnen Bordellen erlaubt.
In den USA nimmt die New Burlesque den erotischen Aspekt des klassischen Varietétheaters in einer selbstironischen und weniger sexistischen Weise auf und ist in dem Sinne auch stärker auf ein gemischtes Publikum ausgerichtet. Jubilee! ist eine seit 1981 ursprünglich von Donn Arden produzierte Stripshow in Vegas die bis in die Gegenwart läuft (2013). Die zugehörigen historischen Sammlungen werden bei der University of Nevada, Las Vegas und deren Special Collection aufbewahrt und wissenschaftlich dokumentiert.

### Deutschsprachiger Raum

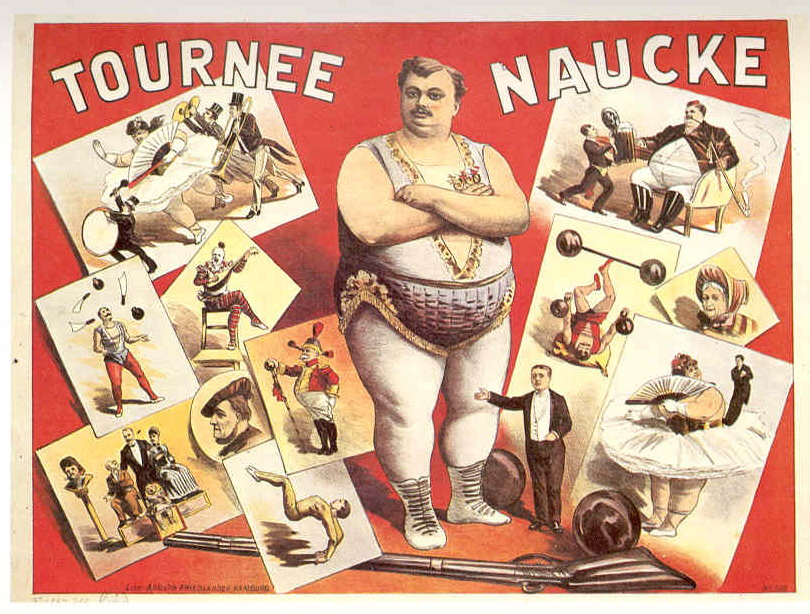
Adolph Friedländer: Plakat für eine Tournee des Kraftmenschen Emil Naucke, 1894/1894

Der Begriff Varieté kam in Deutschland Ende des 19. Jahrhunderts für Bühnen der leichten Unterhaltung auf. In den größeren Städten bestanden zahlreiche Bühnen, die sich großer Beliebtheit erfreuten und bis etwa 1930 eine Blütezeit erlebten. Zahlreiche Städte hatten kleinere und größere Varietés. Zu überregionaler Bedeutung gelangten beispielsweise der Wintergarten und die Scala in Berlin sowie das Hansa-Theater in Hamburg.
Das deutschsprachige Varieté verfügte über einen umfangreichen Austausch an Komikern zwischen den Städten Berlin, Wien und Budapest, das zur Zeit Österreich-Ungarns zu etwa vierzig Prozent deutschsprachig war. Vor allem aus Budapest stammten viele Komiker, die nach Wien und Berlin ausströmten. Umgekehrt war diese Verbindung weniger ausgeprägt. Bekannte Beispiele für diesen Austausch sind etwa das Budapester Orpheum, das 1889 in Wien gegründet wurde, oder etwa der Komiker Josef Modl, der häufig in Budapest auftrat, wo ein politisch liberaleres Klima als im kaiserlich und von staatlicher Kontrolle und Obrigkeitshörigkeit geprägten Wien herrschte. In Berlin erlangten die Budapester Komiker Anton und Donat Herrnfeld große Bekanntheit, die dort das Gebrüder Herrnfeld Theater betrieben. Eine in allen drei Städten bekannte Gruppe war die Klabriaspartie.
Nach 1960 sank die Zahl der erhalten gebliebenen Varietés in Deutschland. Wie schon zuvor das Kino machte nun das Fernsehen zunehmend Konkurrenz. So war in der Bundesrepublik zuletzt nur noch das Hansa-Theater in Hamburg verblieben, das seine monatlich wechselnden klassischen Varieté-Programme konsequent mit dem Motto „Nie im Fernsehen“ bewarb. In der DDR bestanden hingegen einige Varietébühnen (Friedrichstadt-Palast Berlin, Steintor-Varieté Halle) unter staatlicher Regie weiter. Inspiriert durch das temporäre Varieté im neuen Theater Hoechst gründete 1988 Johnny Klinke in Frankfurt am Main den Tigerpalast.
In der Folge setzte eine Renaissance des Varietés ein, die zu zahlreichen Neugründungen führte.

## Varietés im deutschsprachigen Raum

### Deutschland
- Bad Nauheim
  - Jugendstil-Theater

- Bad Oeynhausen:
  - GOP-Varieté im Kaiserpalais

- Berlin:
  - American-Theater (1869)
  - Belle-Alliance-Theater (1865–1913)
  - Chamäleon (1991–2004, seit 2004 unter einem neuen Betreiber)
  - Concordia-Palast-Theater, zu anderen Zeiten: Apollo-Theater, Olympia, Berliner Flora
  - Scala (1920–1944)
  - Plaza (1920–1944)
  - Theatre Varieté (1866)
  - Walhalla (1856)
  - Friedrichstadt-Palast (seit 1947, zuvor seit 1945 als Palast-Varieté)
  - Scheinbar (seit 1984)
  - Wintergarten (1888–1945, 1945–1950 und seit 1992)
  - Reichshallen-Theater

- Bochum:
  - Varieté et cetera (seit 1992)

- Bonn:
  - GOP Varieté-Theater Bonn (seit 2016)

- Bremen:
  - GOP-Varieté Bremen seit Sep. 2013
  - Astoria (1908–1944, 1950–1967)
  - Teatro Magico (seit 2009, Nachfolger des Theaters Madame Lothár)
  - Theater Madame Lothár (1992–2008)

- Breslau: 
  - Zeltgarten (um 1900)

- Danzig:
  - Freundschaftlicher Garten
  - Wilhelm-Theater
- Dortmund
  - Olympia-Theater
- Dresden:
  - Café Prag
  - Central-Theater
  - Varieté Königshof
  - Victoria-Salon

- Düsseldorf:
  - Apollo Varieté

- Chemnitz:
  - Varieté Mosella-Saal (1879)

- Essen:
  - GOP-Varieté (seit 1996)
  - Colosseum

- Frankfurt am Main:
  - Schumanntheater (1905 bis 1944)
  - Neues Theater Höchst (seit 1987)
  - Tigerpalast (seit 1988)

- Halle (Saale):
  - Steintor-Varieté

- Hamburg:
  - Hansa-Theater in St. Georg (1894–2001 und seit 2009)
  - Kehrwieder Varieté in der Speicherstadt (seit 2005)
  - Pulverfass Cabaret
  - ehemalige:
  - Civa-Varieté in Hamburg-St.-Pauli (bis 1943)
  - Elb-Pavillon
  - Flora-Theater
  - Hammonia-Halle am Besenbinderhof
  - Hornhardt`s Konzertgarten
  - Köllisch-Varieté
  - Naucke’s Variété-Theater
  - Haus Vaterland (bis ca. 1964)

- Hannover:
  - Georgspalast, Stammhaus des GOP (1948–1962 und seit 1993)
  - Marlene
  - Rampenlicht Varieté (seit 1999)
  - Uhu-Theater
  - Mellini-Theater
- Heidelberg
  - WinterVarieté (seit 2015)

- Kassel:
  - Starclub Varieté Kassel (seit 1996)

- Köln:
  - Gertrudenhof (1853), später Circus Carré (1878), Reichshallen-Theater (1887)
  - Luisensaal (1879), später Cavalú
  - Kaiserhof (1889–1940 und 1947)
  - Groß-Cöln, später Sartory-Säle
  - Tazzelwurm (1946)
  - Scala-Theater

- Leipzig:
  - Krystallpalast Varieté
  - Trietschler

- München:
  - GOP Varieté-Theater München (seit 2008)
  - Kolosseum

- Münster:
  - GOP-Varieté im Roland-Theater (seit 2005)

- Rostock:
  - Kurhaus Varieté

- Stuttgart:
  - Friedrichsbau Varieté (1898–1955 und seit 1994)

- Trier:
  - Varieté Chat Noir am Trierer Kornmarkt (seit 2006)

### Österreich
In Wien waren Varietés sowohl vom Namen her als auch rechtlich gesehen häufig als Singspielhallen bekannt.
- Wien:
  - Apollo (bis 1929)
  - Budapester Orpheum (1889–1919), Taborstraße und Praterstraße
  - Femina (seit 1914)
  - Gartenbau
  - Gloria-Theater
  - Leicht
  - Harmonietheater (1868–1872), später Danzers Orpheum (bis 1908), Wasagasse
  - Reklame
  - Renz
  - Ronacher (mit Unterbrechungen bis 1960)
  - Scala Wien
  - Schumann (um 1914), Märzstraße
  - Venedig in Wien

- Linz:
  - Erstes Linzer Varietétheater Chamäleon

- Graz:
  - Grazer Orpheum

### Schweiz
- Basel: Küchlin-Theater, begründet durch Karl Küchlin
- Broadway-Variété, seit 1947, zuerst geführt von Jacky Steel, dann übernommen und ausgebaut zum Spiel- und Verzehrtheater mit Variété von Jrma & David Schoenauer und seit 2011 von dem neuen Direktorium (L. Botta, R. Diener, M. Läubli) übernommen und geführt

## Varieté im Fernsehen
Varieté-Darbietungen wurden immer wieder in Unterhaltungsshows im Fernsehen gezeigt, so zum Beispiel in den frühen Samstagabendshows von Rudi Carrell, der eine Vorliebe für Varieté-Künstler hatte und diese in der Rudi Carrell Show (1965–1973), in Am laufenden Band (1974–1979) und in Die verflixte 7 (1984–1987) immer wieder als Showacts zwischen den Spielrunden einsetzte.
Daneben gab es auch Fernsehreihen, in denen im Stil einer tatsächlichen Varieté-Vorstellung ausschließlich entsprechende Darbietungen zu sehen waren. Diese Varieté-Shows im Fernsehen sind selten geworden, erfreuten sich aber in früheren Zeiten großer Beliebtheit. So zum Beispiel im britischen Fernsehen bei der BBC die Reihe The Good Old Days, von der zwischen 1953 und 1983 fast 250 Episoden ausgestrahlt wurden. Im deutschen Fernsehen waren beispielsweise die Reihen Varieté-Zauber (1967–1970) und Varieté, Varieté (1974–1983) sehr erfolgreich. Im französischen Fernsehen lief von 1998 bis 2019 die Reihe Le Plus Grand Cabaret Du Monde mit insgesamt über 200 Sendungen.

## Filmografie
- 1925: Varieté, deutscher Spielfilm, Regie: Ewald André Dupont, mit Emil Jannings und Lya de Putti
- 1935: Varieté, französisch Variétés, französischer Spielfilm in französischer und deutscher Version, Regie: Nicolas Farkas, in der deutschen Version mit Hans Albers, Attila Hörbiger und Karl Etlinger
- 1953: Houdini, der König des Varieté (Houdini), US-amerikanische Filmbiographie von George Marshall über den Entfesselungs- und Zauberkünstler Harry Houdini (im Film dargestellt von Tony Curtis) und seine Frau Bess Houdini (im Film dargestellt von Janet Leigh)
- 1955: Komödiantenkinder (The Seven Little Foys), US-amerikanische Filmbiographie von Melville Shavelson über den Vaudeville-Künstler Eddie Foy (im Film dargestellt von Bob Hope)
- 1991: Varieté, international preisgekrönter Kurzfilm, Regie: Thomas Frick, mit Volker Prechtel, Herbert Olschok und Steffi Kühnert